# 7. nordgrönländischer Landesratswahlkreis
Der 7. nordgrönländische Landesratswahlkreis war von 1911 bis 1951 ein Landesratswahlkreis in Nordgrönland. Der Wahlkreis umfasste den Kolonialdistrikt Godhavn.

## Vertreter
Folgende Personen vertraten den Wahlkreis:
| Wahlperiode | Landesrat                      | Stellvertreter       | Anmerkung                       |
| ----------- | ------------------------------ | -------------------- | ------------------------------- |
| 1911–1916   | Gudmand Stork (nicht 1911)     | Peter Danielsen      | 1911 kein Vertreter             |
| 1917–1922   | Jeremias Geisler               | William Broberg      |                                 |
| 1923–1926   | Isak Kleist                    | Hendrik Stork        |                                 |
| 1927–1932   | Morten P. Porsild (nicht 1930) | Peter Dalager (1930) |                                 |
| 1933–1938   | Morten P. Porsild              | ?                    |                                 |
| 1939–1944   | Isak Kleist                    | Peter Nielsen        |                                 |
| 1945–1950   | Peter Nielsen (nicht 1949)     | Isak Kleist          | 1949 Nachwahl von Peter Dalager |